# Megalithanlagen im Bois de la Tougeais
Die Megalithanlagen im Bois de la Tougeais liegen südöstlich von Pleudihen-sur-Rance, bei Dinan im äußersten Osten des Département Côtes-d’Armor in der Bretagne in Frankreich.

## Das Galeriegrab
Die Reste der Allée couverte du Bois de la Tougeais liegen nördlich des Weilers Les Rouchiviers. Von dem einst etwa 14,0 m langen Galeriegrab sind nur vier Orthostaten erhalten. Neben der Megalithanlage steht ein etwa 1,0 m hoher Menhir.

## Der Dolmen
Der Dolmen du Bois de la Tougeais liegt zwischen den Weilern L’Hôpital und Les Rouchiviersam am höchsten Punkt des Waldes. Er besteht aus einem ovalen Deckstein von 3,3 m und einem kleinen von 1,8 m Durchmesser. Der Deckstein lehnt im Norden gegen einen Felsen und ruht auf drei Tragsteinen.
Der Zugang ist teilweise von einem verlagerten Verschlussstein blockiert. Die Kammerhöhe beträgt etwa 0,80 m. Die Steine neben dem Dolmen bildeten möglicherweise ein Gehege.
Einer wird als Menhir du Bois de la Tougeais aufgefasst.
In der Nähe, im äußersten Westen des Département Ille-et-Vilaine liegt die Allée couverte Four-ès-Feins.